# La Guigne de Malec
Pour plus de détails, voir Fiche technique et Distribution.
La Guigne de Malec (titre original : Hard Luck) est un film américain écrit et réalisé par Buster Keaton et Edward F. Cline sorti en 1921.

## Synopsis

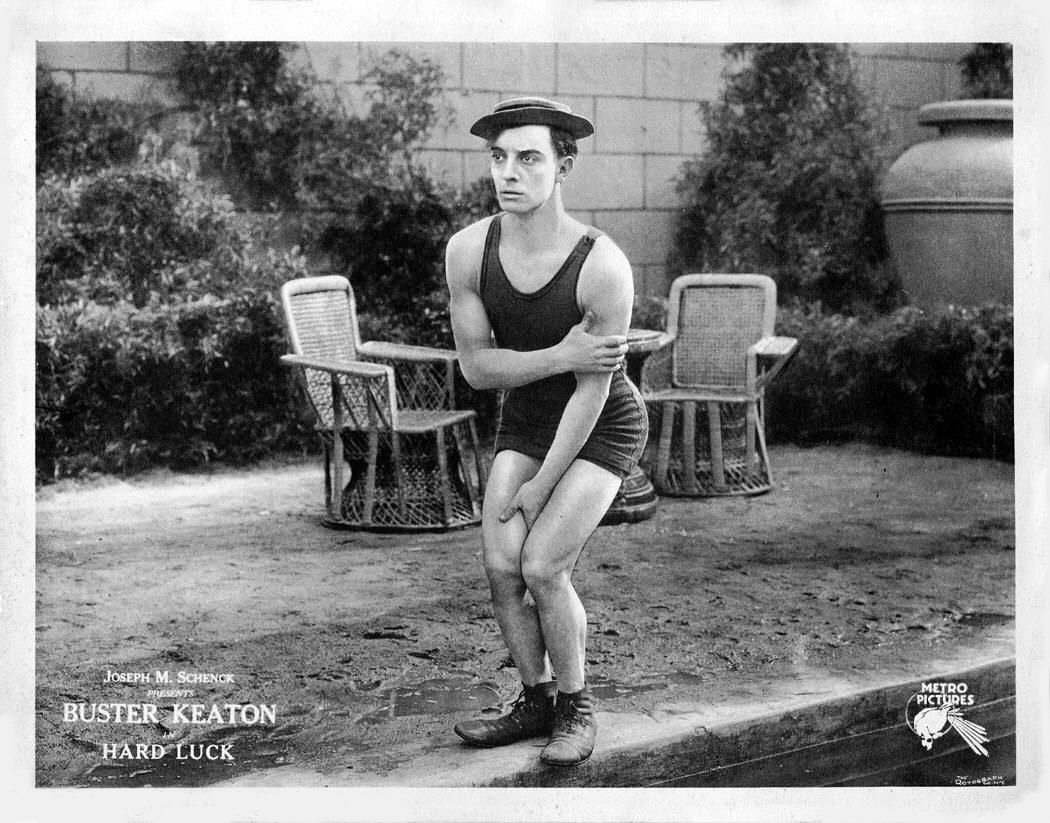
Buster Keaton

Après la perte de son travail et de sa petite amie, un homme tente différentes façons de mettre fin à ses jours. Engagé par un groupe zoologique, il a désormais pour mission d'aller chasser un animal rare.

## Fiche technique
- Titre : La Guigne de Malec
- Titre original : Hard Luck
- Réalisation : Buster Keaton et Edward F. Cline
- Scénario : Buster Keaton et Edward F. Cline
- Photographie : Elgin Lessley
- Direction technique : Fred Gabourie
- Producteur : Joseph M. Schenck
- Société de production : Comique Film Corporation
- Société de distribution : Metro Pictures Corporation
- Pays d'origine :  États-Unis
- Langue : film muet avec les intertitres en anglais
- Format : Noir et blanc — 35 mm — 1,37:1 — Muet
- Genre : Comédie
- Durée : deux bobines
- Date de sortie : 
  - États-Unis : 14 mars 1921

## Distribution
- Buster Keaton : le garçon suicidaire (Malec pour les copies françaises)
- Virginia Fox : Virginia
- Joe Roberts : Lizard Lip Luke
- Bull Montana : le mari de Virginia (non crédité)